# Theodore Boronovskis
Theodore „Ted” Boronovskis (ur. 27 lipca 1943) – australijski judoka. Brązowy medalista olimpijski z Tokio.
Zawody w 1964 były jego jedynymi igrzyskami olimpijskimi (judo w tym roku debiutowało w programie imprezy). Zajął trzecie miejsce w kategorii open. W 1965 był drugi w mistrzostwach Oceanii i siedmiokrotnie zdobywał tytuł mistrza kraju.